# Cicindela nigrocoerulea
Cicindela nigrocoerulea är en skalbaggsart som beskrevs av Leconte 1848. Cicindela nigrocoerulea ingår i släktet Cicindela och familjen jordlöpare.

## Underarter
Arten delas in i följande underarter:
- C. n. bowditchi
- C. n. nigrocoerulea
- C. n. subtropica